# Konrad Umlauf
Konrad Umlauf (* 4. September 1952 in Berlin) ist ein deutscher Bibliothekar, Autor und seit 1992 Universitätsprofessor am Institut für Bibliotheks- und Informationswissenschaft in Berlin.

## Leben
Umlauf studierte von 1972 bis 1977 an der Freien Universität Berlin Germanistik, Volkswirtschaftslehre, Wirtschaftspädagogik und Publizistik. Nach dem Studium wurde er Büchereiangestellter in Berlin-Tiergarten und 1978 Lektor des Deutschen Akademischen Austauschdienstes in Helsinki. Nach einer Ausbildung zum Diplombibliothekar und seiner Promotion in Berlin arbeitete Umlauf zunächst an der Amerika-Gedenkbibliothek, bevor er 1983 Leiter der Stadtbibliothek Ludwigsburg wurde. 1989 folgte eine dreijährige Direktorenstelle an der Stadtbibliothek Heilbronn.
Im Jahr 1992 wurde Umlauf zum Universitätsprofessor der Freien Universität Berlin berufen, 1994 wechselte er an das neu entstandene Institut für Bibliotheks- und Informationswissenschaft (IBI) der Humboldt-Universität zu Berlin.
2015 wurde ihm die Karl-Preusker-Medaille verliehen.
Das IBI ehrte Konrad Umlauf 2017 mit einer Festschrift zu seinem 65. Geburtstag.

## Schriften (Auswahl)
- Exil, Terror, Illegalität. Die ästhetische Verarbeitung politischer Erfahrungen in ausgewählten deutschsprachigen Romanen aus dem Exil 1933–1945. Lang, Frankfurt am Main 1982, ISBN 3-8204-6247-3 (Dissertation FU Berlin).
- Moderne Buchkunde (= Bibliotheksarbeit. Bd. 2). Harrassowitz, Wiesbaden 1996, ISBN 3-447-03870-5 (2. Aufl. 2005).
- Bestandsaufbau an öffentlichen Bibliotheken. Klostermann, Frankfurt am Main 1997, ISBN 3-465-02926-7.
- als Hrsg.: VBA – die ersten fünfzig Jahre. Zukunft, Anfänge, Rückblicke, Allianzen, Strategien, Reflexionen. Bock und Herchen, Bad Honnef 1999, ISBN 3-88347-205-0.
- Medienkunde (= Bibliotheksarbeit. Bd. 8). Harrassowitz, Wiesbaden 2000, ISBN 3-447-04326-1 (3. Aufl. 2014).
- als Mitautor: Bibliotheken und Informationsgesellschaft in Deutschland. Eine Einführung. Harrassowitz, Wiesbaden 2006, ISBN 3-447-05230-9 (3. Aufl. 2019).
- als Mithrsg.: Vom Wandel der Wissensorganisation im Informationszeitalter. Festschrift für Walther Umstätter zum 65. Geburtstag (= Beiträge zur Bibliotheks- und Informationswissenschaft. Bd. 1). Bock + Herchen, Bad Hersfeld 2006, ISBN 3-88347-248-4.
- mit Sigrid Pohl: Warenkunde Buch. Strukturen, Inhalte und Tendenzen des deutschsprachigen Buchmarkts der Gegenwart. 2. Auflage. Harrassowitz, Wiesbaden 2007, ISBN 978-3-447-05622-9.
- als Hrsg.: Lexikon der Bibliotheks- und Informationswissenschaft. Zwei Bände. Hiersemann, Stuttgart 2011–2014, ISBN 978-3-7772-0922-7.
- als Hrsg.: Handbuch Bibliothek. Geschichte, Aufgaben, Perspektiven. Metzler, Stuttgart 2012, ISBN 978-3-476-02376-6.
- als Mithrsg.: Handbuch Bestandsmanagement in Öffentlichen Bibliotheken (= Bibliotheks- und Informationspraxis. Bd. 46). De Gruyter Saur, Berlin 2012, ISBN 978-3-11-024055-9.
- als Mithrsg.: Handbuch Methoden der Bibliotheks- und Informationswissenschaft. Bibliotheks-, Benutzerforschung, Informationsanalyse. De Gruyter Saur, Berlin 2013, ISBN 978-3-11-025553-9.
- als Hrsg.: Grundwissen Medien, Information, Bibliothek (= Bibliothek des Buchwesens. Bd. 25). Hiersemann, Stuttgart 2016, ISBN 978-3-7772-1603-4.
- als Mithrsg.: Strategien für die Bibliothek als Ort. Festschrift für Petra Hauke zum 70. Geburtstag. De Gruyter Saur, Berlin 2017, ISBN 978-3-11-048103-7.
- mit Sigrid Pohl: Der Sortimentsbuchhandel. Ein Lehrbuch. Hauswedell, Stuttgart 2018, ISBN 978-3-7762-0518-3.
- als Mithrsg.: Lernwelt Öffentliche Bibliothek. Dimensionen der Verortung und Konzepte. De Gruyter Saur, Berlin 2018, ISBN 978-3-11-058771-5.